# Поян (комуна)
Поян (рум. Poian) — комуна у повіті Ковасна в Румунії. До складу комуни входять такі села (дані про населення за 2002 рік):
- Белань (487 осіб)
- Поян (1317 осіб) — адміністративний центр комуни

Комуна розташована на відстані 181 км на північ від Бухареста, 36 км на північний схід від Сфинту-Георге, 62 км на північний схід від Брашова.

## Населення
За даними перепису населення 2002 року у комуні проживали 2937 осіб.
Національний склад населення комуни:
| Національність | Кількість осіб | Відсоток |
| -------------- | -------------- | -------- |
| угорці         | 2905           | 98,9%    |
| румуни         | 28             | 1,0%     |
| цигани         | 2              | 0,1%     |

Рідною мовою назвали:
| Мова      | Кількість осіб | Відсоток |
| --------- | -------------- | -------- |
| угорська  | 2906           | 98,9%    |
| румунська | 31             | 1,1%     |

Склад населення комуни за віросповіданням:
| Релігія                                       | Кількість осіб | Відсоток |
| --------------------------------------------- | -------------- | -------- |
| римо-католики                                 | 2827           | 96,3%    |
| реформати                                     | 63             | 2,1%     |
| православні                                   | 27             | 0,9%     |
| адвентисти                                    | 11             | 0,4%     |
| унітарії                                      | 4              | 0,1%     |
| лютерани (Аугсбурзького сповідання)           | 3              | 0,1%     |
| старообрядці                                  | 1              | < 0,1%   |
| лютерани (Синодально-пресвітеріанська церква) | 1              | < 0,1%   |